# 高橋徳行
高橋 徳行（たかはし のりゆき、1956年4月28日 - ）は、日本の経済学者。専門は起業学(entrepreneurship studies)。

## 略歴
北海道生まれ。慶應義塾大学経済学部経済学科卒業。大学時代は一般均衡理論とゲーム理論を専攻。1998年 米国バブソン大学（Babson College）経営大学院修士課程修了。国民生活金融公庫総合研究所主席研究員を経て、現在武蔵大学経済学部教授、学長。理論と現実を豊富な事例で説く、起業学の第一人者である。立命館大学国際関係学部教授の高橋伸彰は実兄。

## 著書

### 単著
- 『地方で花開く企業家精神』（中小企業リサーチセンター、1995年）
- 『起業学入門』（経済産業調査会、2000年）（2000年度中小企業研究奨励賞受賞）
- 『起業学の基礎―アントレプレナーシップとは何か』（勁草書房、2005年）
- 『新・起業学入門』（経済産業調査会、2007年）

### 共著
- （産業学会編）『戦後日本産業史』（東洋経済新報社, 1995年）
- （藪下史郎ほか）『中小企業金融入門』（東洋経済新報社, 2002年）
- （佐藤博樹・玄田有史）『成長と人材―伸びる企業の人材戦略』（勁草書房,2003年）
- （中村慎助ほか）『公共経済学の理論と実際』（東洋経済新報社,2003年）
- （安田武彦・忽那憲治）『日本の新規開業』（白桃書房, 2005年）
- （藪下史郎ほか）『中小企業金融入門（第2版）』（東洋経済新報社, 2006年）
- （国民生活金融公庫総合研究所編）『新規開業白書（2007年版）』（中小企業リサーチセンター, 2007年）
- （安田武彦・高橋徳行・忽那憲治・本庄祐司）『テキスト　ライフサイクルから見た中小企業論』（同友館, 2007年）
- （小澤太郎・グレーヴァ香子・中村慎助編）『理論経済学の復権』（慶應義塾大学出版会, 2008年）

### 訳書
- D.J.ストーリー『アントレプレナーシップ入門』（有斐閣, 2004年）（安田武彦、忽那憲治と共訳）